# Астрагал южносахалинский
Астрагал южносахалинский (лат. Astragalus austrosachalinensis) ― вид многолетних травянистых растений рода Астрагал (Astragalus) семейства Бобовые (Fabaceae).

## Ботаническое описание
Многолетнее травянистое растение 20-35 см в высоту, сероватое от опушения, в основании с многочисленными остатками прошлогодних стеблей.
Корень стержневой, более или менее толстый.
Стебли многочисленные (больше 10), приподнимающиеся или распростертые, толстоватые, вверху ветвящиеся, высоко облиственные, в верхней части негусто бело и черно прижато-волосистые, в основании голые или почти голые.
Прилистники 3-7 мм в длину, овально-ланцетные, верхние свободные, нижние ― сросшиеся в основании между собой и с черешком, голые или с редкими волосками.
Листья 5-7 см в длину, с 6-8 парами листочков, по оси и черешку с извилистыми белыми волосками. Листочки 8-15 мм в длину и 4-6 мм в ширину, продолговато-овальные, на верхушке округлые или слегка выемчатые, сверху зеленые, почти голые, снизу сероватые от обильных, несколько курчавых, белых волосков. 
Цветоносы по длине вдвое превышают листья, черно и беловолосистые. Кисть 2-3 см в длину, яйцевидная, более или менее рыхлая (с 8-13 цветками), позднее немного удлиняющаяся. Прицветники 2-3 мм в длину, пленчатые. Цветки поникающие, 12-14 мм в длину, на коротких, до 1 мм в длину, черноволосистых цветоножках. Чашечка 4.5-5 мм в длину, колокольчатая, опушенная мелкими извилистыми черными волосками (с небольшой примесью белых волосков); зубцы треугольно-ланцетные, 1-1,2 мм в длину, бледно-лиловые. Флаг 12-14 мм в длину и 5 мм в ширину, продолговато-яйцевидный, на верхушке глубоко выемчатый, в 2 раза длиннее ноготка. Крылья 10-11 мм в длину. Лодочка 9-10 мм в длину.
Цветет в конце июня-июле, плодоносит в августе. Бобы сидячие или на ножке около 1 мм в длину, поникающие, 11-14 мм в длину и 5-7 мм в ширину, с тонким прямым носиком до 2 мм в длину, яйцевидно-заостренные или продолговато-эллиптические, немного вздутые, бороздчатые, с боков несколько сдавленные, рыхло опушенные короткими черными волосками, рано опадающие.

## Распространение и экология
Эндемик острова Монерон.
Произрастает на скалах и каменистых склонах. Общая численность вида составляет около 500 экземпляров.

## Охранный статус
Вид внесен в Красную книгу Сахалинской области.
Страдает от островной изоляции, узкой экологической приуроченности, слабой способности к расселению, ограниченности по площади и разобщенности микропопуляций и от влияния природных факторов (эрозия почвы, разломы и обвал морского берега).
Охраняется на территории природного парка «Остров Монерон».